# Eta Herculis
Désignations
Eta Herculis (η Herculis / η Her) est une étoile géante située dans la partie septentrionale de la constellation d'Hercule. Sa magnitude apparente est de 3,53. Elle correspond au coin supérieur droit du trapèze d'Hercule, le groupe d'étoiles le plus reconnaissable de cette constellation. En astronomie chinoise, elle fait partie de l'astérisme Qigong, représentant sept ducs.
Eta Herculis est une étoile géante jaune de type spectral G7IIIFe-1, avec la notation « Fe-1 » qui indique que son spectre montre une sous-abondance en fer. Elle est 50,5 fois plus lumineuse que le Soleil. D'après la mesure de sa parallaxe annuelle par le satellite Hipparcos, l'étoile est distante d'environ ∼ 109 a.l. (∼ 33,4 pc) de la Terre. Elle s'éloigne du Système solaire à une vitesse radiale de +8,3 km/s.